# Теоден
Те́оден (англ. Théoden) — у творі «Володар перснів» Джона Рональда Руела Толкіна 17-й король Рогану, син Тенґела та Морвен.

## Життєпис
Теоден народився в Ґондорі. Мав сестру Теодвін. Зійшовши на трон, Теоден мав єдиного сина — Теодреда, його мати Ельфгільда померла при народженні сина. Ніжно кохаючий Теоден відмовився від другого шлюбу. На війні гине Еомунд — чоловік Теодвін, і вона, не в змозі перенести горе, помирає. Теоден любив сестру і бере на виховання її дітей Еомера та Еовін. Теоден любив племінників, як своїх дітей. Під час війни кільця радником Теодена був Ґріма, який впливав на його розум та насправді служив Саруману. Теоден слабшав і повністю залежав від Ґріми. Коли Еомер звинуватив Ґріму у зраді і захотів вбити його перед Теоденом, той під впливом радника посадив того у в'язницю.
Ґріма управляв військом, політикою Рогану. Це дозволяло оркам Сарумана вільно пересуватися територією країни, вбивати та грабувати. Ґріма посилав армію Рогану туди, де вона була непотрібна, дозволяючи Саруману бути господарем. Через його інтриги, у бою з орками Ісенґарда загинув спадкоємець трону син Теодена Теодред. Але Ґандальф прибуває вчасно і рятує короля від впливу радника та Сарумана. Теоден бере участь в битві за Гельмову Улоговину. А потім разом з Ґандальфом, Ґімлі, Леґоласом, Араґорном, Еомером та частиною свого війська навідується в зруйнований Ісенґард. Там він знайомиться з гобітами Меррі та Піпіном. Теоден не піддається лестощам Сарумана та після зустрічі з ним відвідує Еовін, прощається з нею і разом зі своїм військом від'їжджає на допомогу обложеному Мінас-Тіріту. Меррі став його зброєносцем. Він з Еовін проситься поїхати на війну з ним, але Теоден відмовляється. Тому Меррі та Еовін таємно їдуть на битву за Ґондор з ним. У бою з гарадримами і назґулами Теоден смертельно поранений і помирає на руках у Меррі. Він прощається з ним та назначає своїм наступником Еомера. Його поховали спочатку в королівській усипальниці Мінас-Тіріта, серед королів і намісників Ґондору, надалі тіло було перевезене в Роган і поховане в кургані.
У кінотрилогії «Володар Перснів» його грає Бернард Гілл.
| Арда | Це незавершена стаття про твори Дж. Р. Р. Толкіна. Ви можете допомогти проєкту, виправивши або дописавши її. |